# 이사오촌
이사오촌(有功村)은 와카야마현 가이소군에 있던 촌이다.  1958년 4월 1일에 와카야마시에 편입되어 소멸하였다.

## 역사
조몬해진 당시에는 상당 부분이 해수면 아래에 있었던 것으로 보이며, 후기로 추정되는 토기 조각이 출토되고 있다.
야요이 시대에는 해수면의 후퇴, 기노카와강의 토사 퇴적에 의해 평야가 넓어지고 사람들의 거주가 진행되었다. 또한 에도시대에 기슈번의 통치하에 있었다.
- 1889년 4월 1일 - 정촌제 시행에 의해 2개 촌의 구역을 가지고 성립하였다.
- 1896년 4월 1일 - 아마군, 나구사군과 합병해 가이소군이 되었다.
- 1958년 4월 1일 - 와카야마시에 편입해, 동일 이사오촌은 폐지되었다.

## 교통

### 철도
- 일본국유철도
  - 한와선

## 참고문헌
- 角川日本地名大辞典 30 和歌山県